# Forces armées eswatiniennes
Les forces armées eswatiniennes  sont utilisées principalement pendant les manifestations nationales et n'ont jamais été impliquées dans un conflit avec un pays étranger. Le service militaire est ouvert entre 18 et 30 ans. L'armée a lutté contre le fort taux de soldats infectés par le VIH en son sein.
L'armée est commandée, en 2010, par le major général Stanley Dlamini (en) ; le commandant adjoint est le brigadier général Patrick Motsa (en) et le formation commander est le Brigadier General Jeffry S. Tshabalala.

## Caractéristiques
Effectifs: 3000 (2005 est.)
Branches militaires en 2010 :|

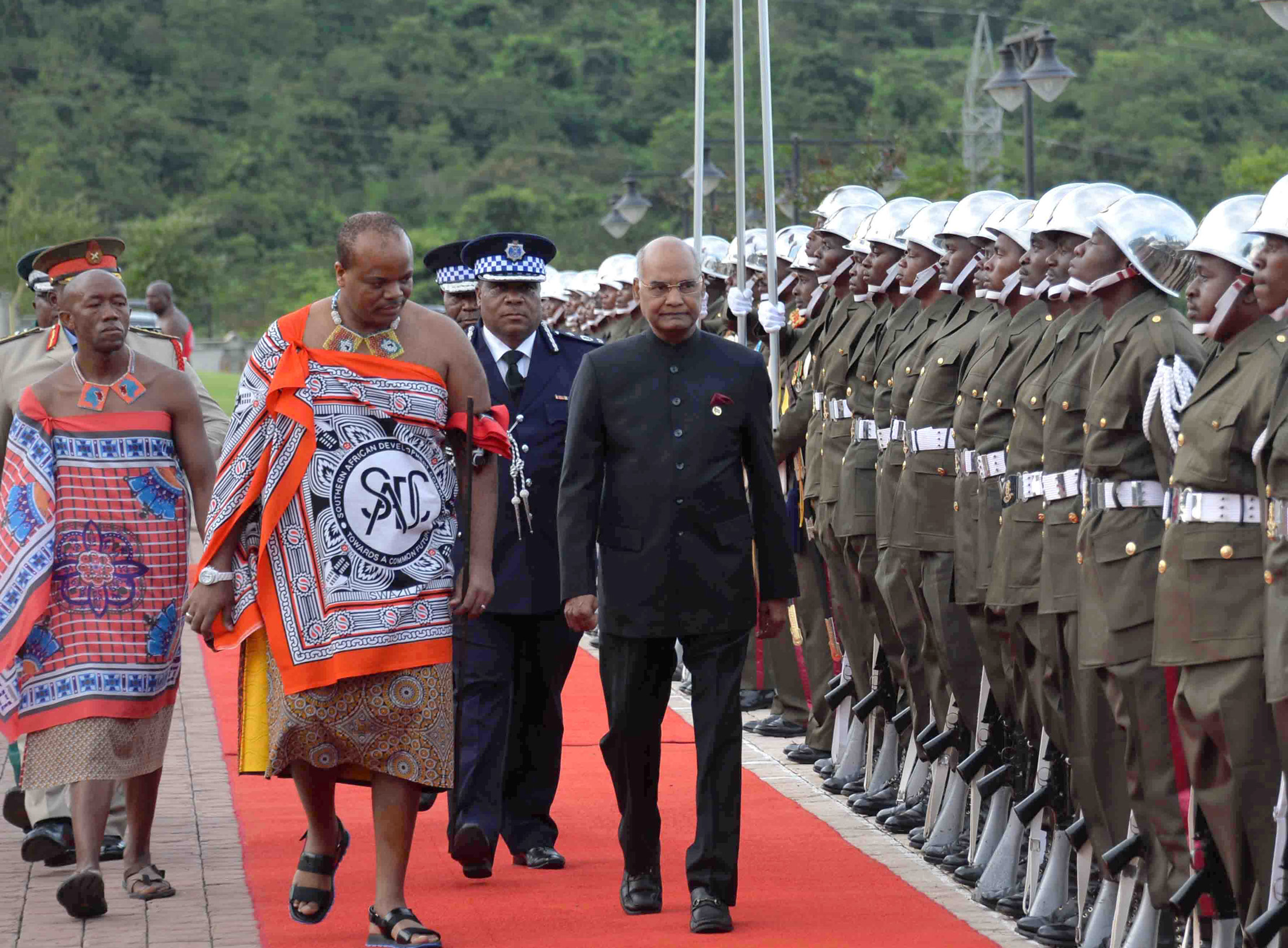
La garde d'honneur lors d'une visite du président de l’Inde Ram Nath Kovind le 9 avril 2018 aux côtés du roi Mswati III.

- Umbutfo Eswatini Defence Force (Armée),
- Royal Eswatini Police,
- Armée de l'air[1].

Effectifs militaires :
Hommes âgées de 15 à 49 ans : 284 530 (2003 est.), 253 510 (2002 est.)
Effectifs militaires - prêts pour le service militaire :
Hommes âgés de 15 à 49 ans : 165 005 (2003 est.), 146 805 (2002 est.)
Dépenses militaires (dollar américain) : $20 millions
Dépenses militaires par rapport au PIB : 4.75% (Année fiscale  2000/2001)

## Armée de terre

### Armes légères
- SIG 540
- IMI Galil
- FN MAG

### Transport de troupes blindés
- RG-31 Charger 4x4 APC  Afrique du Sud

## Forces aériennes
L'Eswatini possède également une petite force aérienne, partie de la Umbutfo Swaziland Defence Force. 
| Aéronefs                | Origine    | Type                   | Versions           | En service | Notes                                                                |
| ----------------------- | ---------- | ---------------------- | ------------------ | ---------- | -------------------------------------------------------------------- |
| IAI Arava               | Israël     | Transport              | IAI 202            | 1          | 3 délivrés, un s'est écrasé dans les années 1980 et un autre en 2004 |
| Cessna 337              | États-Unis | Avion polyvalent       | Super Skymaster    | 1          | Statut Inconnu                                                       |
| Canadair Global Express | Canada     | Jet de VIP             | Global-Express     | 1          |                                                                      |
| Alouette III            | France     | Hélicoptère utilitaire |                    | 3          | Reçus d'Afrique du Sud en 2000                                       |
| Bell UH-1H Iroquois     | États-Unis | Hélicoptère utilitaire |                    | 2          | Reçus de Taïwan en 2020                                              |
| Piper PA-28             | États-Unis | Avion polyvalent       | PA-28-140 Cherokee | 1          |                                                                      |

### Avions retirés du service
- 1 Learjet 35  États-Unis
- 1 Cessna Stationair  États-Unis

Un 201 d'Arava a été perdu en 2004, après le mauvais temps, les pilotes ont raté l'atterrissage et percuté une canne à sucre sur le terrain. Bien qu'aucun blessé n'ait été signalé, l'incident a laissé l'armée de l'air swazie avec un seul Arava.

## Source